# Teltow
Teltow település Németországban, azon belül Brandenburgban. Lakosainak száma 27 880 fő (2023. december 31.). Teltow Kleinmachnow és Stahnsdorf községekkel határos.

## Népesség
A település népességének változása:
| Lakosok száma | 22 538 | 25 483 | 25 761 | 27 097 | 27 371 | 27 697 | 27 880 |
|               | 2010   | 2015   | 2017   | 2020   | 2021   | 2022   | 2023   |